# Teorema di Plancherel
In matematica, in particolare in analisi armonica, il teorema di Plancherel permette di definire la trasformata di Fourier di funzioni che appartengono all'intersezione dello spazio delle funzioni integrabili secondo Lebesgue, denotato con {\displaystyle L^{1}}, e lo spazio delle funzioni a quadrato sommabile, denotato con {\displaystyle L^{2}}. In particolare, l'applicazione che associa ad una funzione la sua trasformata, che appartiene ad {\displaystyle L^{2}}, è un'isometria da {\displaystyle L^{1}\cap L^{2}} in {\displaystyle L^{2}} che può essere estesa in maniera unica ad un'isometria da {\displaystyle L^{2}} in sé.
Il teorema, provato per primo da Michel Plancherel, è valido nella versione astratta e sui gruppi abeliani localmente compatti. In maniera più generale, esiste una versione del teorema che ha senso per i gruppi non commutativi (non abeliani) localmente compatti che soddisfano determinate condizioni iniziali, ed è un problema dell'analisi armonica non commutativa.
Un caso particolare di questo teorema è il teorema di Parseval, nonostante quest'ultimo termine sia spesso utilizzato per descrivere l'unitarietà di ogni trasformata di Fourier, in particolar modo in fisica e in ingegneria.

## Il teorema
Il teorema di Plancherel afferma che è possibile associare ad ogni funzione {\displaystyle f} di {\displaystyle L^{2}} una funzione {\displaystyle {\hat {f}}} di {\displaystyle L^{2}} tale da soddisfare le seguenti proprietà:
- Se {\displaystyle f\in L^{1}\cap L^{2}}, allora {\displaystyle {\hat {f}}} è la trasformata di Fourier di {\displaystyle f}.
- Per ogni {\displaystyle f\in L^{2}} si ha:

{\displaystyle \|{\hat {f}}\|_{2}=\|f\|_{2}}
- L'applicazione {\displaystyle f\to {\hat {f}}} è un isomorfismo da {\displaystyle L^{2}} in sé.
- Se:

{\displaystyle \phi _{A}(t)={\frac {1}{\sqrt {2\pi }}}\int _{-A}^{A}f(x)e^{-ixt}\,dx}
e se:
{\displaystyle \psi _{A}(x)={\frac {1}{\sqrt {2\pi }}}\int _{-A}^{A}{\hat {f}}(t)e^{ixt}\,dt}
allora:
{\displaystyle \lim _{A\to \infty }\|\phi _{A}-{\hat {f}}\|_{2}=0\qquad \lim _{A\to \infty }\|\psi _{A}-f\|_{2}=0}
Dal momento che {\displaystyle L^{1}\cap L^{2}} è denso in {\displaystyle L^{2}}, le prime due proprietà implicano che l'applicazione {\displaystyle f\to {\hat {f}}} è unica, mentre l'ultima è detta anche teorema di inversione di {\displaystyle L^{2}}.

## Dimostrazione
{\displaystyle \int _{-\infty }^{+\infty }f(t)g^{*}(t)dt=}
{\displaystyle \int _{-\infty }^{+\infty }\int _{-\infty }^{+\infty }{\hat {f}}(n)e^{i2\pi nt}dn\left(\int _{-\infty }^{+\infty }{\hat {g}}(m)e^{i2\pi mt}dm\right)^{*}\,dt}
{\displaystyle \int _{-\infty }^{+\infty }\int _{-\infty }^{+\infty }{\hat {f}}(n)e^{i2\pi nt}dn\int _{-\infty }^{+\infty }{\hat {g}}(m)^{*}e^{-i2\pi mt}dm\,dt}
{\displaystyle =\int _{-\infty }^{+\infty }\int _{-\infty }^{+\infty }\int _{-\infty }^{+\infty }{\hat {f}}(n){\hat {g}}(m)^{*}e^{-i2\pi (m-n)t}dtdndm}
{\displaystyle =\int _{-\infty }^{+\infty }{\hat {f}}(n)\int _{-\infty }^{+\infty }{\hat {g}}(m)^{*}\delta (m-n)dmdn}
{\displaystyle =\int _{-\infty }^{+\infty }{\hat {f}}(n){\hat {g}}(n)^{*}dn}